# 巴特迪克海姆
巴特迪克海姆（德語：Bad Dürkheim，發音：[ˌbaːt ˈdʏʁkhaɪm] ⓘ）是德国莱茵兰-普法尔茨州巴特迪克海姆县的城市，也是巴特迪克海姆县的县治，面积102.55平方千米，2023年12月31日人口为18,821人。

## 友好城市
- 法國 帕赖勒莫尼亚勒
- 英国 韋爾斯
- 波蘭 克盧奇堡
- 德国 肯普滕
- 德国 巴特贝尔卡
- 德国 米歇尔施塔特
- 美国 埃梅厄斯（英语：Emmaus, Pennsylvania）